# Saison 2010-2011 de l'Évian Thonon Gaillard Football Club
 (décembre 2011).
Si vous disposez d'ouvrages ou d'articles de référence ou si vous connaissez des sites web de qualité traitant du thème abordé ici, merci de compléter l'article en donnant les références utiles à sa vérifiabilité et en les liant à la section « Notes et références ».
 (décembre 2011).
- Si vous ne connaissez pas le sujet, laissez ce bandeau (vous pouvez alors contacter les auteurs).
- Si vous supprimez le contenu mis en cause (vous pouvez préalablement contacter les auteurs),

argumentez précisément cette suppression dans la page de discussion
(un manque de référence n'est pas un argument ; une recherche réelle de référence doit avoir été effectuée, être formellement documentée).
Maillots
Chronologie
Saison précédente Saison suivante
La saison 2010-2011 de l'Évian Thonon Gaillard Football Club, voit le club savoyard monter en Ligue 2 à la suite des résultats de la saison passée.
Le club continue son ascension en se classant premier du championnat.

## Résultats

### Matchs de préparation
| Date                     | Adversaire                    | Lieu                                                           | Résultat | Buteurs pour ETG |
| ------------------------ | ----------------------------- | -------------------------------------------------------------- | -------- | ---------------- |
| Samedi 10 juillet 2010   | Paris Saint-Germain (Ligue 1) | Stade Jacques Forestier, Aix-les-Bains (Savoie)                | 1-2      | Pouye 12e        |
| Mercredi 14 juillet 2010 | FC Sochaux (Ligue 1)          | Complexe Salvatore Mazzéo, Gaillard (Haute-Savoie)             | 1-0      | Bouby 53e (pen.) |
| Samedi 17 juillet 2010   | Grenoble Foot 38 (Ligue 2)    | Stade Intercommunal de Cluses-Scionzier, Cluses (Haute-Savoie) | 2-0      | Farina 46e 72e   |
| Samedi 24 juillet 2010   | Olympique lyonnais B (CFA)    | Stade Municipal, L'Arbresle (Rhône)                            | 0-0      |                  |
| Samedi 31 juillet 2010   | Jura Dolois football (CFA 2)  | Complexe Salvatore Mazzéo, Gaillard (Haute-Savoie)             | 1-1      | Rabiu 71e        |

### Championnat
| Date                       | Journée | Adversaire       | Lieu | Résultat | Buteurs pour ETG                                        | Points | Place |
| -------------------------- | ------- | ---------------- | ---- | -------- | ------------------------------------------------------- | ------ | ----- |
| Vendredi 6 août 2010       | 1       | FC Metz          | Ext. | 0-2      | Pouye 6e Bérigaud 90+4e                                 | 3      | 1er   |
| Vendredi 13 août 2010      | 2       | Vannes OC        | Dom. | 4-0      | Adnane 22e Farina 36e Bouby 38e (pen.) Faivre 75e (csc) | 6      | 1er   |
| Mardi 17 août 2010         | 3       | FC Nantes        | Ext. | 0-1      | Adnane 26e                                              | 9      | 1er   |
| Vendredi 20 août 2010      | 4       | Tours FC         | Dom. | 1-2      | Adnane 82e (pen.)                                       | 9      | 1er   |
| Mardi 30 août 2010         | 5       | LB Châteauroux   | Ext. | 0-1      | Bérigaud 90+2e                                          | 12     | 1er   |
| Lundi 13 septembre 2010    | 6       | AC Ajaccio       | Dom. | 1-1      | Angoula 90+1e                                           | 13     | 2e    |
| Vendredi 17 septembre 2010 | 7       | Dijon FCO        | Ext. | 5-1      | Adnane 56e                                              | 13     | 3e    |
| Lundi 27 septembre 2010    | 8       | US Boulogne CO   | Dom. | 0-0      |                                                         | 14     | 4e    |
| Vendredi 1er octobre 2010  | 9       | Clermont Foot    | Ext. | 3-3      | Sorlin 11e Bérigaud 18e Cambon 72e                      | 15     | 4e    |
| Vendredi 15 octobre 2010   | 10      | Angers SCO       | Dom. | 0-0      |                                                         | 16     | 5e    |
| Mardi 19 octobre 2010      | 11      | Nîmes Olympique  | Ext. | 1-3      | Sagbo 6e 13e Amewou 72e (pen.)                          | 19     | 4e    |
| Lundi 25 octobre 2010      | 12      | CS Sedan         | Dom. | 2-2      | Pouye 42e (pen.) Farina 86e                             | 20     | 5e    |
| Vendredi 29 octobre 2010   | 13      | FC Istres        | Ext. | 1-1      | Rippert 19e                                             | 21     | 4e    |
| Vendredi 5 novembre 2010   | 14      | Le Havre AC      | Dom. | 1-1      | Farina 40e                                              | 22     | 4e    |
| Vendredi 12 novembre 2010  | 15      | Le Mans UC 72    | Ext. | 1-3      | Sagbo 14e (pen.) Farina 48e Bérigaud 59e                | 25     | 4e    |
| Vendredi 26 novembre 2010  | 16      | Grenoble Foot 38 | Dom. | 2-0      | Roufosse 63e 90+3e                                      | 26     | 3e    |
| Mardi 14 décembre 2010     | 17      | Stade lavallois  | Dom. | 3-0      | Pouye 53e 63e Créhun 88e (csc)                          | 29     | 2e    |
| Vendredi 17 novembre 2010  | 18      | ES Troyes AC     | Ext. | 1-1      | Roufosse 90+2e                                          | 32     | 1er   |
| Mardi 21 décembre 2010     | 19      | Stade de Reims   | Dom. | 1-2      | Angoula 90+1e                                           | 32     | 2e    |
| Samedi 15 janvier 2011     | 20      | Vannes OC        | Ext. | 2-2      | Bérigaud 41e (pen.) Angoula 49e                         | 33     | 2e    |
| Vendredi 29 janvier 2011   | 21      | FC Nantes        | Dom. | 3-0      | Farina 20e Adnane 43e (pen.) Goussé 86e                 | 36     | 1er   |
| Lundi 7 février 2011       | 22      | Stade de Reims   | Ext. | 1-0      |                                                         | 36     | 2e    |
| Samedi 12 février 2011     | 23      | LB Châteauroux   | Dom. | 1-0      | Pouye 90+1e                                             | 39     | 2e    |
| Vendredi 18 février 2011   | 24      | AC Ajaccio       | Ext. | 1-0      |                                                         | 39     | 2e    |
| Vendredi 25 février 2011   | 25      | Dijon FCO        | Dom. | 0-2      |                                                         | 39     | 3e    |
| Vendredi 4 mars 2011       | 26      | US Boulogne CO   | Ext. | 1-2      | Goussé 3e Barbosa 6e                                    | 42     | 1er   |
| Vendredi 11 mars 2011      | 27      | Clermont Foot    | Dom. | 1-1      | Adnane 90+5e                                            | 43     | 1er   |
| Vendredi 18 mars 2011      | 28      | Angers SCO       | Ext. | 3-0      |                                                         | 43     | 4e    |
| Vendredi 1er avril 2011    | 29      | Nîmes Olympique  | Dom. | 1-0      | Sagbo 60e                                               | 46     | 1er   |
| Vendredi 8 avril 2011      | 30      | CS Sedan         | Ext. | 1-4      | Sagbo 36e Angoula 43e Sagbo 65e 71e                     | 49     | 1er   |
| Vendredi 15 avril 2011     | 31      | FC Istres        | Dom. | 3-2      | Sagbo 13e Caçapa 27e Barbosa 90+1e                      | 52     | 1er   |
| Vendredi 22 avril 2011     | 32      | Le Havre AC      | Ext. | 0-0      |                                                         | 53     | 1er   |
| Vendredi 29 avril 2011     | 33      | Le Mans UC 72    | Dom. | 3-0      | Sagbo 38e Adnane 51e Louvion 83e (csc)                  | 56     | 1er   |
| Vendredi 6 mai 2011        | 34      | Grenoble Foot 38 | Ext. | 1-1      | Sagbo 75e                                               | 57     | 1er   |
| Mardi 10 mai 2011          | 35      | Stade lavallois  | Ext. | 2-2      | Pouye 3e Barbosa 45e                                    | 58     | 1er   |
| Vendredi 13 mai 2011       | 36      | ES Troyes AC     | Dom. | 3-0      | Angoula 19e Adnane 38e Dja Djédjé 86e                   | 61     | 1er   |
| Vendredi 20 mai 2011       | 37      | Stade de Reims   | Ext. | 1-2      | Bérigaud 48e (pen.) Cambon 87e                          | 64     | 1er   |
| Vendredi 27 mai 2011       | 38      | FC Metz          | Dom. | 4-3      | Angoula 47e M'Madi 49e Saad 64e Adnane 71e              | 67     | 1er   |

### Coupe de France
Evian TG entame la compétition au septième tour en tant que club de Ligue 2.
| Date                    | Tour          | Adversaire                       | Lieu | Résultat | Buteurs                                            |
| ----------------------- | ------------- | -------------------------------- | ---- | -------- | -------------------------------------------------- |
| samedi 20 novembre 2010 | 7e tour       | AS Lyon-Duchère (CFA)            | Dom. | 4-2      | Arriola 53e (csc) Rippert 64e Sagbo 82e Bugnet 88e |
| samedi 11 décembre 2010 | 8e tour       | US Semnoz-Vieugy (PHR)           | Ext. | 0- 2     | Bérigaud 73e Bouby 90+5e                           |
| dimanche 9 janvier 2011 | 32e de finale | Olympique de Marseille (Ligue 1) | Dom. | 3-1      | Barbosa 12e Sagbo 15e Bérigaud 86e                 |
| samedi 22 janvier 2011  | 16e de finale | RC Strasbourg (National)         | Ext. | 1-0      |                                                    |

### Coupe de la Ligue
Evian TG entame la compétition au premier tour en tant que club de Ligue 2.
| Date                     | Tour     | Adversaire               | Lieu | Résultat          | Buteurs                      |
| ------------------------ | -------- | ------------------------ | ---- | ----------------- | ---------------------------- |
| Vendredi 30 juillet 2011 | 1er tour | RC Strasbourg (National) | Ext. | 2 (4) - 2 (5) tab | Adnane 12e (pen.) Pouye 112e |
| Mardi 24 août 2011       | 2e tour  | EA Guingamp (National)   | Ext. | 3-2 ap            | Farina 18e Bouby 82e         |

### Matchs amicaux de trêves
| Date                    | Adversaire                       | Lieu                                                      | Résultat | Buteurs pour ETG                         |
| ----------------------- | -------------------------------- | --------------------------------------------------------- | -------- | ---------------------------------------- |
| Vendredi 8 octobre 2010 | FC Stade Nyonnais (Super League) | Centre sportif de Colovray, Nyon (Canton de Vaud, Suisse) | 3-0      | Rippert 10e Pouye 49e (pen.) Angoula 72e |
| Vendredi 25 mars 2011   | Dijon FCO (Ligue 2)              | Parc des sports du Bram, Louhans (Saône-et-Loire)         | 3-1      | Pouye 24e M'Boup 29 Sagbo 50e            |

## Résumé de la saison

### Mercato estival
En ce qui concerne le mercato, Évian Thonon-Gaillard doit se renforcer pour espérer le maintien en Ligue 2 ; Bernard Casoni ayant expliqué à ses joueurs en cette reprise de l'entraînement « on entre dans un autre monde », ce qui reflète bien l'état d'esprit du staff durant cet inter-saison estival 2010. Plus précisément, le club piste prioritairement un défenseur central et un milieu relayeur. Ainsi, après avoir mis quelques joueurs à l'essai pour analyser leur comportement, le choix est finalement celui de Guillaume Lacour en provenance du Racing Club de Strasbourg, « le joueur expérimenté qu'il fallait, polyvalent et pouvant évoluer ou en défense ou au milieu. » selon Casoni,,. On voit également les recrutements de Felipe Saad, Olivier Sorlin, et Yannick Sagbo. Les matchs de préparations sont prometteurs pour le club qui débute par une défaite contre le Paris Saint-Germain 1-2 (après avoir mené au score près d'une heure de jeu), une victoire contre FC Sochaux-Montbéliard et un match nul (1-1) contre Hambourg. Avant le début du championnat, la coupe de Ligue oblige Évian-Thonon-Gaillard à passer par Strasbourg pour le premier tour, où ils s'imposent aux tirs au but.

### Championnat
Dès le début de saison, l'équipe s'installe dans le groupe de tête, notamment grâce à ses résultats à l'extérieur (victoire à Metz 0-2). La victoire à domicile contre Vannes (4-0) permet au club de confirmer sa bonne forme. Après la victoire à Nantes (1-0), Évian Thonon-Gaillard est leader et reçoit Tours, bien classé qui l'emporte finalement sur le score de 2 buts à 1. L'élimination à Guingamp en Coupe de la Ligue permet au club de se re-concentrer sur le championnat. Ils arrachent le nul contre Ajaccio à la dernière minute (1-1) mais perdent leur place sur le podium contre Boulogne (0-0). Entre-temps ils explosent à Dijon (défaite 5-1). À Clermont, ils font match nul 3-3 et perdent deux joueurs, expulsés. Le déplacement à Nîmes permet de renouer avec le succès mais l'eTG FC concède bientôt un nouveau nul contre Sedan (2-2) et reçoit à cette occasion un nouveau carton rouge. Les Croix-de-Savoie, cinquièmes du championnat, ne descendront pas plus bas.
Les nuls à Istres et contre le Havre sont frustrants car ils menaient chaque fois avant de s'incliner finalement. Puis, menés dès la 2e minute chez le favori Manceau, ils vont réagir en l'emportant finalement 3-1. Ces matchs étaient considérés par beaucoup (dont en interne) cruciaux pour la montée. La victoire contre la lanterne rouge Grenoble (2-0) va lui permettre de renouer avec le podium qu'il ne quittera qu'une seule fois. En une mi-temps Évian-Thonon-Gaillard va marquer les trois buts du match contre Laval. Grâce à l'égalisation in-extremis sur le terrain de Troyes, le club retrouve sa place de leader qu'il perdra en raison d'une dernier match contre Reims lors du dernier match de l'année. Mais ces résultats lui permette tout de même, à la surprise générale, de devenir le champion d'automne « fictif » à la fin des matchs aller (le CS Sedan Ardennes ne reprenant la tête du championnat après avoir joué un match en retard en janvier 2011, devenant ainsi le « véritable » champion d'automne).
Fort de leur succès en coupe de France face à l'Olympique de Marseille (lire par ailleurs), l'Évian Thonon-Gaillard mené 2-0 à Vannes va chercher le match nul et conforter la 2e place. C'est la 1re place qui sera au bout de la victoire contre Nantes 3-0. Le mois de février sera un peu plus difficile avec une défaite à Tours (1-0), une victoire arrachée dans le temps additionnel contre Châteauroux (1-0), et des défaites à Ajaccio (1-0) et contre Dijon (0-2). Puis les Roses vont faire la différence en 3 minutes à Boulogne (1-2). Contre Clermont, ils arrachent le nul à la 95e ce qui lui permet de conserver la place de leader acquise une semaine plus tôt. Place qui sera perdue à la suite de la lourde défaite à Angers (3-0). 4e, les Croix-de-Savoie ne le seront plus par la suite. La victoire contre Nîmes 1-0 permettra au club de remonter à la première place, qu'il ne quittera désormais plus. Sagbo y va de son triplé à Sedan (victoire 1-4), puis ouvre le score contre Istres où le club se fait rejoindre à 2-2 (après avoir mené 2-0) avant de l'emporter dans le temps additionnel, pourtant réduit à 10 joueurs. Ils gagnent ensuite au Havre (0-0) puis à domicile face au Mans (3-0). Ils parviennent à décrocher le nul à Grenoble (1-1), mais se font rejoindre après avoir mené 2-0 à Laval (score final 2-2). La victoire contre Troyes (3-0) est nette et permet aux Croix-de-Savoie d'envisager la ligue 1 s'il s'impose à Reims. Mené 1-0, ils vont revenir et empocher le billet pour la ligue 1 à la 87e. Il reste encore un match à jouer contre Metz pour finir en beauté et empocher le titre. Mené 1-0, ils vont reprendre l'avantage en 3 minutes (2-1) mais vont par la suite se faire rejoindre à 2-2, avant de s'envoler à 4-2 pour finalement l'emporter 4 buts à 3. Le club est finalement sacré Champions de Ligue 2. Il s'agit aussi meilleure équipe à l'extérieur, leurs principaux attaquants finissent la saison comme-ci : Adnane : 9 buts et 4 passes décisives, Sagbo : 9 buts et 5 passes décisives, Berigaud : 6 buts et 5 passes décisives, mais cela malgré une défense moyenne (9e défense avec 41 buts encaissés).

### Coupe de France
Janvier 2011, le stage effectué permet de préparer au mieux la reprise. Il s'agit de bien entamé l'année avec la réception de l'Olympique de Marseille pour la coupe de France. Et les Croix-de-Savoie vont créer l'exploit contre le champion de France en titre. Menant rapidement 2-0, c'est sans trembler qu'il s'imposera 3-1. Bernard Casoni est ravi : "C’est un vrai bonheur, pour l’ETG et tout ce public qui a répondu présent. Je suis fier de mes joueurs qui ont répondu présent dans des conditions difficiles. Je leur tire un coup de chapeau. C’est une belle performance même si c’était plus facile pour nous de jouer contre l’OM que pour eux de jouer contre nous. On avait tout à gagner. À la mi-temps, j’ai insisté pour que les joueurs marquent le troisième but. Mais on a eu du mal en seconde période car l’OM a poussé et a finalement marqué logiquement. Le fait de rencontrer l’OM, de voir des gens comme Didier et d’autres anciens fait que je préfère intérioriser ma joie et ne pas trop l’exprimer. Et même si on ne s’était pas qualifié, j’aurai eu du positif à tirer de ce match car on ne joue pas tous les jours contre l’OM". L'équipe n'ira pas plus loin dans la compétition en chutant deux semaines plus tard à Strasbourg en 16e finale.